# Sogøya
Sogøya est une île norvégienne du comté de Hordaland appartenant administrativement à Bømlo.

## Description
Rocheuse et désertique, elle s'étend sur environ 829 m de longueur pour une largeur approximative de 569 m. 